# دييغو بوسو
دييغو راؤول بوسو (بالإسبانية: Diego Raul Pozo)‏ من مواليد (16 فبراير 1978 في ميندوزا) هو لاعب كرة قدم أرجنتيني يلعب بمركز حارس مرمى ، وحاليا يلعب مع نادي كولون دي سانتا في.

## روابط خارجية
- دييغو بوسو على موقع الاتحاد الدولي (مؤرشف)  (الإنجليزية)
- دييغو بوسو على موقع قاعدة بيانات كرة القدم.إي يو (الإنجليزية)
- دييغو بوسو على موقع ناشيونال فوتبول تيمز (الإنجليزية)
- دييغو بوسو على موقع Soccerway.com (الإنجليزية)
- دييغو بوسو على موقع عالم كرة القدم.نت (الإنجليزية)
- دييغو بوسو على موقع كووورة